# A Year Without Rain Tour
A Year Without Rain Tour är den andra konsertturnén med det amerikanska bandet Selena Gomez & the Scene. Turnén innehåller låtar från bandets andra studioalbum, A Year Without Rain. 

## Bakgrund
Innan turnén hade bandet turnerat i USA och Europa, där de uppträtt vid statliga mässor och musikfestivaler med ett par egna konserter också. Turnén blev en stor succé, vilket även kritiker höll med om, med flera utsålda konserter i USA. Efter släppet av deras andra studioalbum har bandet tillsammans med Katy Perry, Bruno Mars och Enrique Iglesias turnerat med KIIS-FM:s Jingle Ball-konsertturné. Gomez uttalade sig om sin entusiasm inför turnén och uppgav att det gav henne motivation att planera en "stor" turné för 2011. Turnén bekräftades officiellt på bandets hemsida i slutet av december 2010. De första konserterna hölls i Sydamerika, därefter återvände bandet till USA för konserter under sommaren 2011.

## Förband
- Days Difference (Dixon)[3]

## Låtlista
1. "Round & Round"
2. "Kiss & Tell"
3. "More"
4. "You Belong with Me" - (Taylor Swift cover)
5. "Off the Chain"
6. "The Way I Loved You"
7. "Falling Down"
8. "Love Is a Battlefield" - (Pat Benatar cover)
9. "In My Head" - (Jason Derülo cover)
10. "Intuition"
11. "Rock God"
12. "A Year Without Rain"
13. "Parachute" - (Cheryl Cole cover)
14. "Tell Me Something I Don't Know"

Extranummer
1. "Naturally"
2. "Magic"

## Turnédatum
| Karibien        |              |             |                              |
| 23 januari 2011 | San Juan     | Puerto Rico | José Miguel Agrelot Coliseum |
| Sydamerika      |              |             |                              |
| 2 februari 2011 | Santiago     | Chile       | Movistar Arena               |
| 4 februari 2011 | Buenos Aires | Argentina   | Sede Jorge Newberry          |
| Nordamerika     |              |             |                              |
| 5 mars 2011     | Hidalgo      | USA         | State Farm Arena             |
| 6 mars 2011     | Houston      | USA         | Reliant Stadium              |
| 20 mars 2011    | Los Angeles  | USA         | Gibson Amphitheatre          |
| 7 maj 2011      | Dixon        | USA         | Dixon Fairground Grandstand  |